# Retable Baglioni

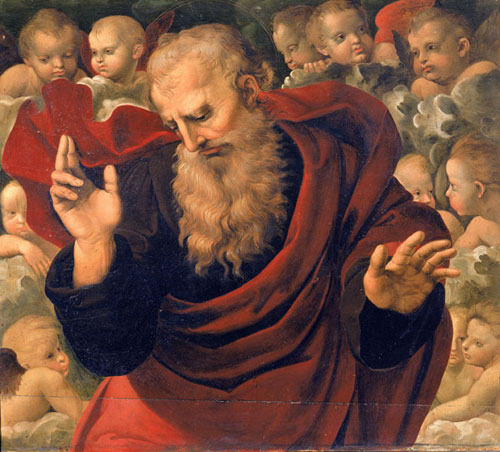
Cimaise de lEterno benedicente de Domenico Alfani.

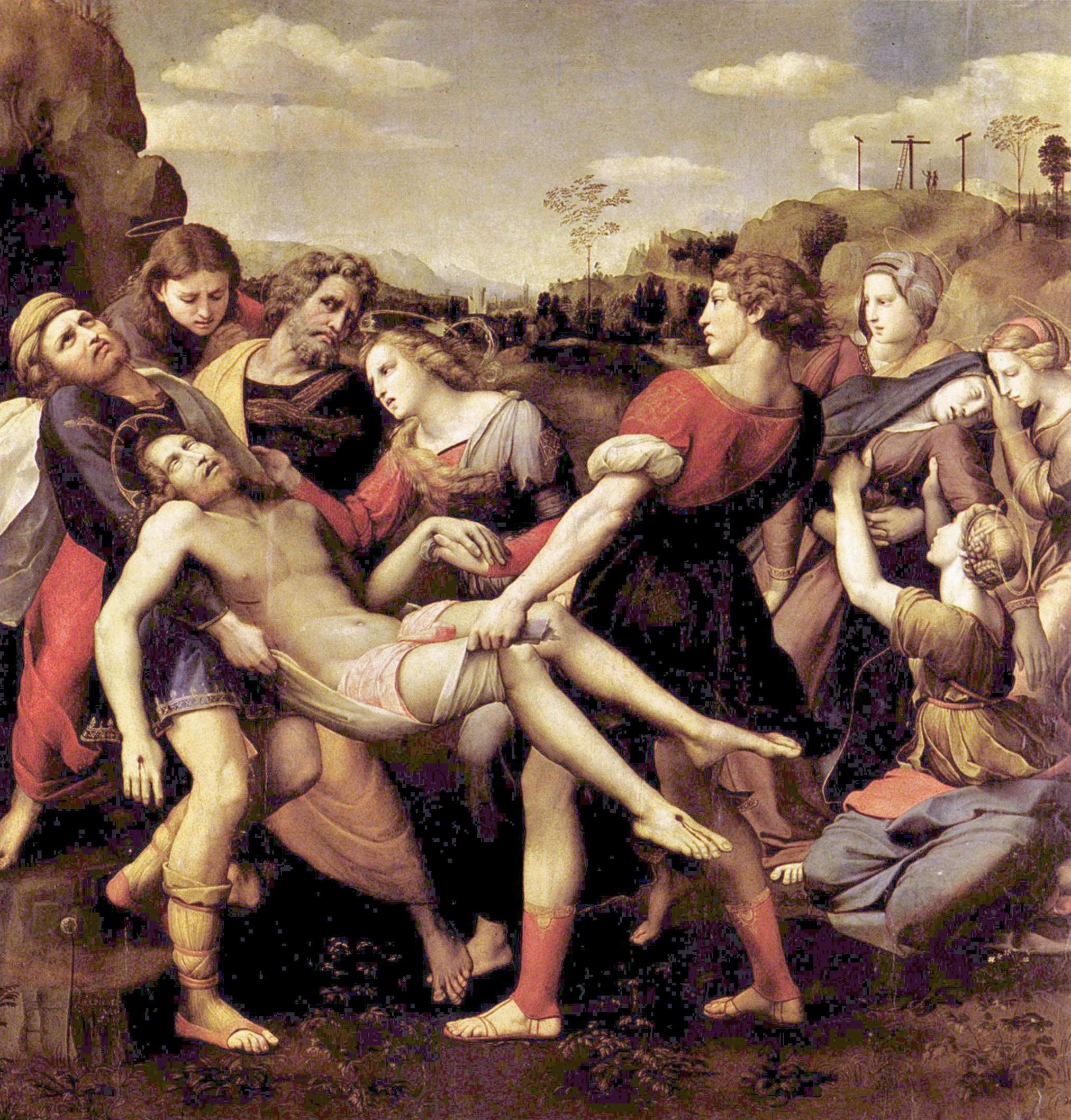
Panneau central de la Déposition Borghèse de Raphaël.

Le Retable Baglioni est  un retable polyptyque, comportant en panneau central une grande  peinture religieuse de Raphaël.

## Histoire
L'œuvre signée « RAPHAEL URBINAS MDVII »  a été commandée à Raphaël par la mère, Atalanta, de la famille pérugine Baglioni à la suite de la mort de son fils, Grifonetto, tué lors du mariage d'Astorre Baglioni, en 1500, qui dégénéra en massacre (« nozzi rosse »). Elle représente la commémoration de l'événement et la douleur d'une mère.
L'œuvre  ouvrit à Raphaël les portes de Rome.
L'ensemble a été démembré et dispersé entre plusieurs musées.

## Éléments
Cimaise
L’Eterno tra gli Angeli, huile sur panneau de 64,5 × 72 cm, en  cimaise, représentant Dieu le Père bénissant parmi les anges, de Domenico Alfani, un assistant de Raphaël.
Élément conservé à la Galerie nationale de l'Ombrie, Pérouse
Frise intermédiaire
Fregio raffigurante Putti e grifi, tempera sur panneaux de 21 × 37, 21 × 55, 21 × 54,8 et  21 × 36,5 cm,
Élément conservé à la Galerie nationale de l'Ombrie, Pérouse.
Panneau central
Déposition Borghèse de Raphaël, huile sur bois de 184 × 176 cm, réalisé en 1507,
Élément conservé à la Galerie Borghèse, Rome.
Panneaux  de la prédelle
Speranza - Carità - Fede, grisaille en tempera sur panneau de 18 × 44 cm, trois vertus théologales,
Éléments conservés aux musées du Vatican, Rome.

## Composition de l'œuvre totale
Il existe seize dessins préparatoires à l'exécution du retable Baglioni où Raphaël expérimente de nouveaux principes. On découvre dans ce travail des éléments communs à la sculpture antique, au réalisme flamand ainsi qu'à la représentation anatomique des personnages que Michel-Ange a développé dans le décor de la Chapelle Sixtine.
Exemple : Studio per Dio Padre Benedicente, étude à la plume encre brune sur carton, traces de sanguine, aquarelle brune, 113 × 102 mm, Musée des Beaux-Arts de Lille

## Sources
Monique Lancel, Le Retable de Raphaël, L'Harmattan (Coll. Théâtre des cinq continents), 2015  (ISBN 978-2343-06530-4)